# Haushaltsausschuss (Europäisches Parlament)
Der Haushaltsausschuss (englisch Committee on Budgets, französisch Commission des budgets, kurz BUDG) ist einer der zwanzig ständigen Ausschüsse des Europäischen Parlaments. Der Haushaltsausschuss beschließt über den Haushalt der Europäischen Union. Ausschussvorsitzender ist seit Juli 2019 Johan Van Overtveldt (N-VA/EKR).
Der Ausschuss ist zuständig für die finanzielle Vorausschau über die Einnahmen und Ausgaben der Europäischen Union und über deren Eigenmittel. Er befasst sich mit den Befugnissen des Parlaments bei der Festlegung des jährlichen Haushalts und ihrer dezentralen Einrichtungen, mit den finanziellen Tätigkeiten der Europäischen Investitionsbank und der Einbeziehung des Europäischen Entwicklungsfonds in den Haushaltsplan. Außerdem untersucht er die finanziellen Auswirkungen aller Rechtsakte der EU und verfolgt die Ausführung des jeweils laufenden Haushaltsplans.
Das Pendant des Haushaltsausschusses im Ministerrat ist der Rat für Wirtschaft und Finanzen. Das zuständige Mitglied in der Europäischen Kommission ist der Kommissar für Finanzplanung und Haushalt. Wie auch die Haushaltsausschüsse in anderen Parlamenten zählt der BUDG-Ausschuss zu den wichtigeren Ausschüssen des Parlaments, da hier die Entscheidungen über die finanzielle Ausstattung einzelner Institutionen und Programme fallen. Allerdings kann die Europäische Union bislang keine eigenen Steuern erheben, und auch über ihre übrigen Einnahmen entscheidet in letzter Instanz nicht das Europäische Parlament, sondern der Ministerrat. Anders ist es mit den Ausgaben, über die das Parlament das letzte Wort hat. Eine Ausnahme hierfür bildete bis zum Vertrag von Lissabon die Gemeinsame Agrarpolitik, die einen Großteil des Gesamtetats ausmachte und in die alleinige Zuständigkeit des Rates fiel; inzwischen hat das Parlament jedoch die volle Mitbestimmung über alle Bestandteile des Haushalts.

## Vorsitzende (Auswahl)

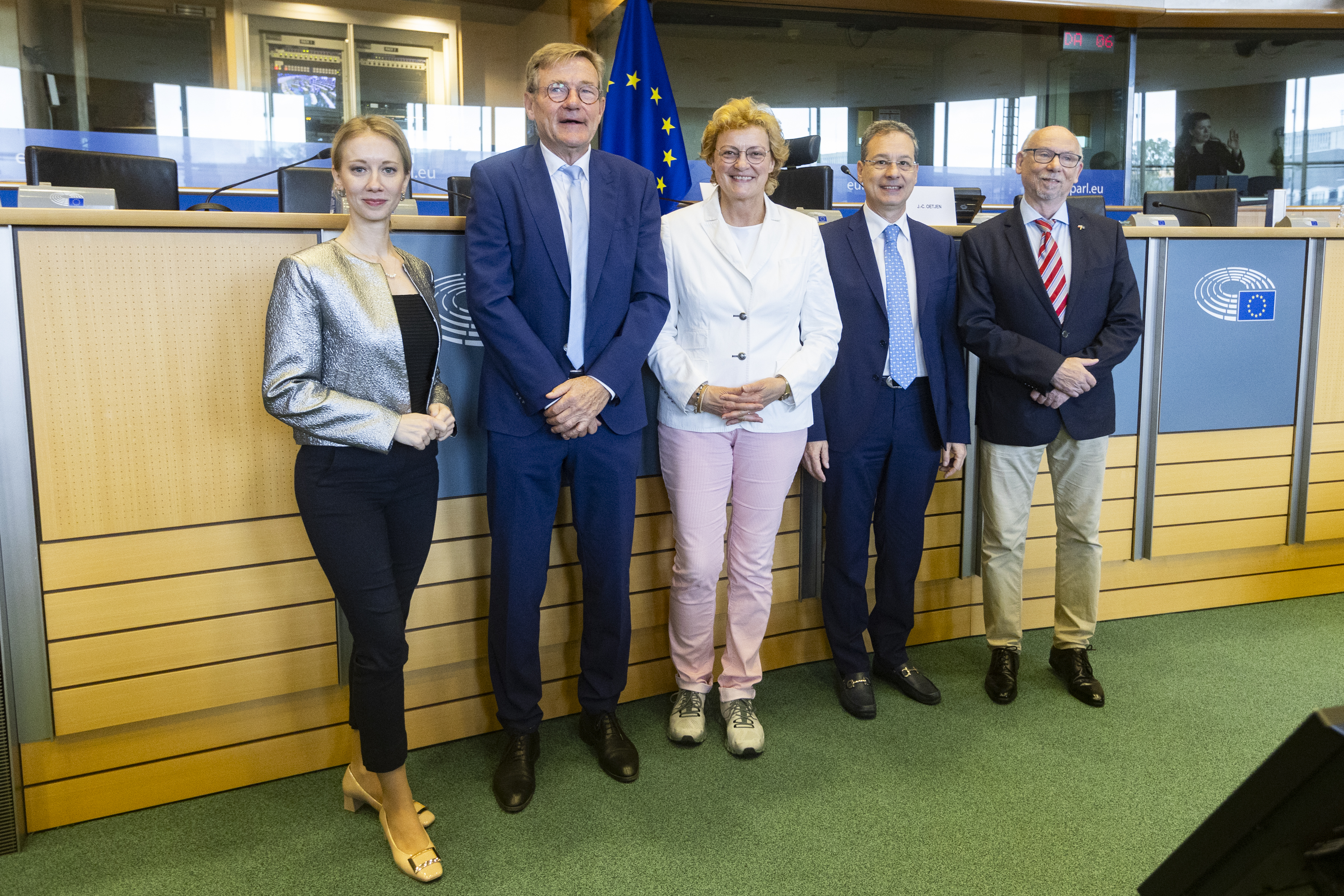
Ausschussvorsitzende der 10. Wahlperiode (2024–2029, v. l. n. r.): Lucia Yar, Johan Van Overtveldt, Monika Hohlmeier, Giuseppe Lupo und Janusz Lewandowski

- 2009–2014: Alain Lamassoure (UMP/EVP)
- 2014–2019: Jean Arthuis (UDI/ALDE)
- Seit Juli 2019: Johan Van Overtveldt (N-VA/EKR)[2]